# Maria Saal (Ritten)

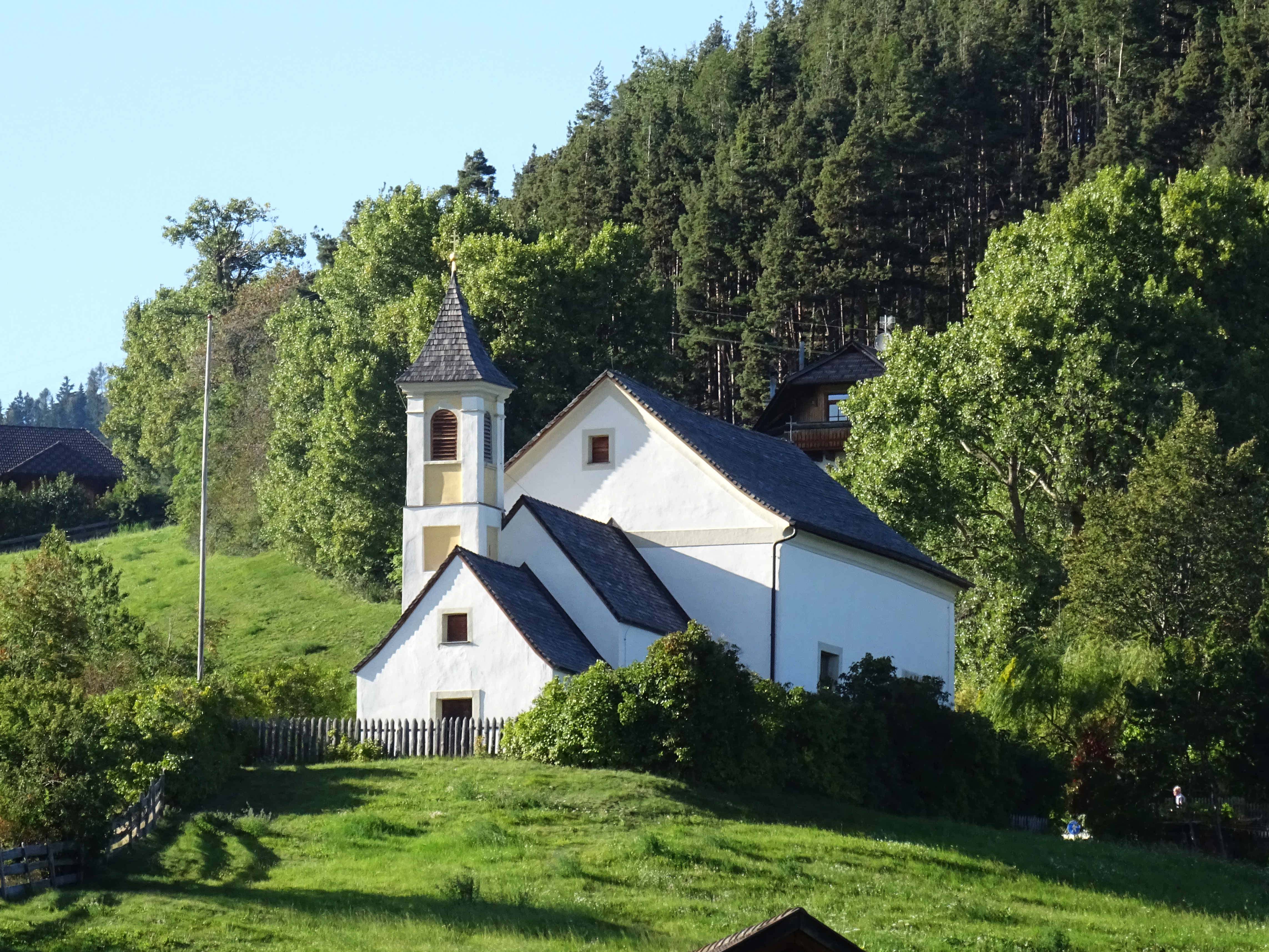
Wallfahrtskirche Maria Saal

Maria Saal, bzw. Maria-Hilf in Saal, ist eine römisch-katholische Wallfahrtskirche in Mittelberg, einer Fraktion der Gemeinde Ritten in Südtirol. Als Baudenkmal ist sie geschützt. 

## Geschichte

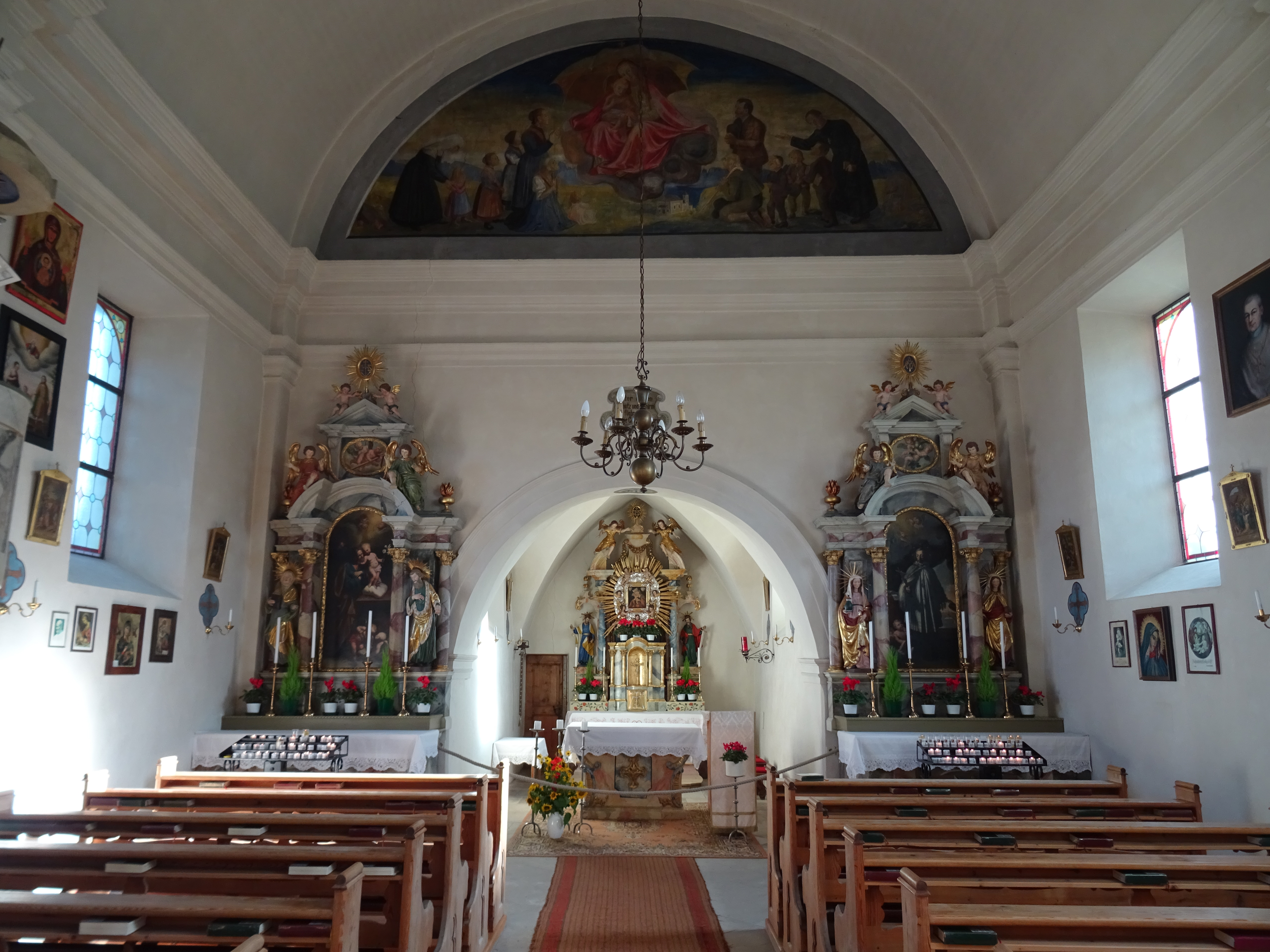
Innenraum

Die Filialkirche der Pfarre Lengmoos wurde im 17. Jahrhundert erbaut und wegen der zunehmenden Wallfahrt 1719 vergrößert. Die bäuerliche Bevölkerung bat früher in der Kirche um Regen bei Dürre. Der barocke Hochaltar aus dem Anfang des 18. Jahrhunderts zeigt das Gnadenbild Mariahilf. Als erste bekannte Stifterin machte 1707 Eva Lunin eine finanzielle Zuwendung an die Kirche. Im Zuge der Josephinischen Reformen wurde die Kirche geschlossen und profaniert. 1847 vollzog der Fürstbischof von Trient Johann Nepomuk von Tschiderer die Neuweihe. Früher fand in der Kirche regelmäßig am Mittwoch und Samstag ein Gottesdienst statt. Am 11. Januar 1983 stellte das Südtiroler Landesdenkmalamt die Kirche unter Denkmalschutz.